# Georges-François-Xavier-Marie Grente
Georges-François-Xavier-Marie Grente (Percy, 5 maggio 1872 – Le Mans, 4 maggio 1959) è stato un cardinale e arcivescovo cattolico francese.

## Biografia
Nacque a Percy il 5 maggio 1872.
Papa Pio XII lo elevò al rango di cardinale nel concistoro del 12 gennaio 1953.
Morì il 4 maggio 1959 all'età di 86 anni.

## Genealogia episcopale e successione apostolica
La genealogia episcopale è:
- Cardinale Scipione Rebiba
- Cardinale Giulio Antonio Santori
- Cardinale Girolamo Bernerio, O.P.
- Arcivescovo Galeazzo Sanvitale
- Cardinale Ludovico Ludovisi
- Cardinale Luigi Caetani
- Cardinale Ulderico Carpegna
- Cardinale Paluzzo Paluzzi Altieri degli Albertoni
- Papa Benedetto XIII
- Papa Benedetto XIV
- Papa Clemente XIII
- Cardinale Marcantonio Colonna
- Cardinale Giacinto Sigismondo Gerdil, B.
- Cardinale Giulio Maria della Somaglia
- Cardinale Carlo Odescalchi, S.I.
- Vescovo Eugène de Mazenod, O.M.I.
- Cardinale Joseph Hippolyte Guibert, O.M.I.
- Cardinale François-Marie-Benjamin Richard de la Vergne
- Vescovo Marie-Prosper-Adolphe de Bonfils
- Cardinale Louis-Ernest Dubois
- Cardinale Georges-François-Xavier-Marie Grente

La successione apostolica è:
- Vescovo Maurice-Auguste-Eugène Foin (1939)
- Arcivescovo Marcel-Marie-Joseph-Henri-Paul Dubois (1948)
- Vescovo Paul-Léon-Jean Chevalier (1951)

## Fonti
- (EN) David Cheney, Georges-François-Xavier-Marie Grente, su Catholic-Hierarchy.org.